# Severo Melgarejo
Severo Melgarejo Rojas (10 de enero de 1842-3 de marzo de 1905) fue un militar, empresario y magnate del guano boliviano. Era hijo del presidente de Bolivia, Mariano Melgarejo, y su esposa Rosa Rojas. Fue considerado un traidor por la mayoría de los bolivianos de su época debido a su ciudadanía chilena.

## Primeros años de vida

### Nacimiento y juventud
Melgarejo nació en Cochabamba, Bolivia, el 10 de enero de 1842. Fue el segundo hijo del futuro presidente boliviano Mariano Melgarejo. Su padre estuvo ausente durante la mayor parte de su vida, por lo que fue criado por su madre. Una de las únicas influencias que tuvo su padre en su vida fue su ingreso al ejército boliviano cuando Severo Melgarejo tenía catorce años en 1856.
En 1857, su padre saltó a la fama debido a su papel clave en el derrocamiento del presidente Jorge Córdova, después de lo cual un agradecido José María Linares lo ascendió personalmente al rango de coronel. Su padre nuevamente jugó un papel crucial en el derrocamiento del hombre al que había ayudado anteriormente, el presidente Linares. Tras lo cual el presidente José María de Achá ascendió a su padre a General. Fue durante la presidencia de Achá que Melgarejo egresó del Colegio Militar del Ejército en La Paz con el grado de subteniente. Se destacó, en yuxtaposición a su padre, por ser un hombre generoso, íntegro y tranquilo.

### Hijo del presidente
Así como Mariano Melgarejo ayudó a derrocar a Córdova y Linares, ahora depondría directamente al presidente Achá. Con su padre ahora en el poder, uno pensaría que tendría todos los beneficios. Sin embargo, lo único que su padre haría por su hijo durante su presidencia fue ascenderlo a coronel, y luego a general, y casarlo con la hermana de su amante, Rosaura Sánchez. Aunque era general del ejército boliviano, Melgarejo no hizo mucho y sirvió principalmente a los intereses de su padre. En realidad, Severo Melgarejo no tuvo ni opción ni voz.

## Después de la Presidencia de Mariano Melgarejo

### Propietario de la tierra y controversia
Una vez derrocado Mariano Melgarejo en 1871, Severo Melgarejo permaneció en Bolivia. De hecho, a diferencia de su padre, ahora depuesto, se convertiría en un propietario de un negocio relativamente rico. Aunque retirado a la fuerza del ejército por Agustín Morales, a Melgarejo se le permitió permanecer en el país. Para 1873, era propietario de los derechos sobre las áreas repletas de guano de Tocopilla, y estuvo involucrado en varias disputas legales sobre las tierras del antiguo Departamento del Litoral, ahora Antofagasta, Chile. También sería dueño de varias tierras y negocios en Paraguay.
Debido a que recién se estaba llevando a cabo la transferencia del antiguo Litoral boliviano a Chile, comenzaron a surgir cuestiones de ciudadanía y derechos de propiedad. Melgarejo, como propietario de tierras en esta region, estuvo involucrado en estos conflictos. Debido a que era dueño de una gran cantidad de tierra y derechos para explotar los recursos naturales de la región, el gobierno chileno decidió otorgarle la ciudadanía chilena. La prensa boliviana vilipendió a Melgarejo, calumniando su nombre como traidor e hijo del peor presidente de Bolivia.
Su esposa, Rosaura, había abandonado a Melgarejo y se unió al resto de su clan en Lima, dejando también a su hijo. Finalmente se divorciaron en 1881, momento en el que Melgarejo ya estaba comprometido para casarse con una aristócrata chilena, Helena Allende.

### Autoexilio y muerte
Mal recibido por su tierra natal, Melgarejo optó por mudarse a Santiago de Chile, donde se establecería la sede de su imperio empresarial. Iba a pasar el resto de su vida afuera de Bolivia.
Severo Melgarejo murió el 3 de marzo de 1905 en la capital de Chile, Santiago. Murió considerado un traidor por el pueblo de su país y cargó para siempre con él el legado negativo de su padre.

## Vida personal
Melgarejo estuvo casado con la hermana de Juana y Aurelio Sánchez, Rosaura, con quien tuvo un hijo: Alfonso (1870-1935). Después de que ella lo abandonó a él y a su hijo, el matrimonio fue anulado y Melgarejo se casó con su segunda esposa, Helena Allende. Tendrían tres hijos: Daniel (1883-1954), Margarita (1885-1921) y Eulalia (1888-1967).